# Kleinzell im Mühlkreis
Kleinzell im Mühlkreis est une commune autrichienne du district de Rohrbach en Haute-Autriche.

## Géographie
Non loi du village se trouve la plus ancienne centrale hydroélectrique d'Autriche, celle de Partenstein.